# Îles de Boynes
Le îles de Boynes sono quattro piccole isole che fanno parte del più ampio arcipelago delle Isole Kerguelen. Escludendo la Terra Adelia, la cui sovranità francese è sospesa dal Trattato Antartico, le isole costituiscono il punto più meridionale della Francia.

## Descrizione
Situate poco al di sotto del 50º parallelo Sud, a una trentina di chilometri dalla penisola Rallier du Baty, della Grande Terre, la più importante delle Kerguelen. Le quattro isole di Boynes, senza nome, sono raggruppate per paia, distanti a circa  1 800 metri : il gruppo di nord-ovest, in cui le due isole sono divise da 350 metri. Quella più grande, a est, di forma rotonda, con dimensioni di 120 metri per 100, con un'elevazione di appena 9 metri sul livello del mare. L'altra, a ovest, più piccola, lunga una sessantina di metri.
L'altro gruppo di isole, posizionato a sud-est, composto da due isole, separate tra loro da uno braccio di mare (nella sua parte più stretta largo non più di 10 metri), orientato verso la direzione nord-sud. L'isola a ovest è la più lunga di tutto l'arcipelago (circa 200 metri), con una larghezza di 150. Bordata da falesie, raggiunge un'altitudine massima di 35 metri.
Le isole presentano un aspetto roccioso, senza vegetazione apparente, a causa dei forti venti che spirano a queste latitudini.

## Storia
Le isole furono scoperte nel 1772, nel corso della prima spedizione di Yves Joseph de Kerguelen-Trémarec nella regione. Il nome fu loro dato in onore di Pierre Étienne Bourgeois de Boynes, marchese di Boynes, allora Segretario di Stato per la Marina.